# Шихостанка
Шихостанка — деревня в Киясовском районе Удмуртии, входит в Первомайское сельское поселение.

## География
Находится на юге республики, на правом берегу реки Шехостанка в 7 км к северо-востоку от Киясово и в 51 км к югу от центра Ижевска.